# Neon Genesis Evangelion 4: Asuka anländer
Volym 4 av mangan Neon Genesis Evangelion av Yoshiyuki Sadamoto.

## Handling
En apostel anfaller en mindre bas för NERV och det andra barnet, Asuka Langley Soryu, anländer. Shinji, Toji och Kensuke stöter på henne första gången på staden, ovetande om att hon är andra barnet, när hon står och sparkar på en leksaksautomat. Asukas otroligt dåliga humör slår tillbaka på Shinji när hon får veta att han är tredje barnet. Ryoji Kaji syns också för första gången i denna volym. Han var ihop med Misato för många år sedan och Asuka är hemligt kär i honom trots att han är 15 år äldre. Misatos tycke om Kaji är inte perfekt och när Asuka, Rei och Shinji för första gången tillsammans står mot en apostel så lyckas man bara hejda den för en stund. Gendo Ikari är mycket besviken på dem och lägger Asuka all skuld på Shinji. Shinji och Asuka ska sedan öva upp sin samarbestförmåga. När varken Shinji eller Asuka vill samarbeta går det inte något vidare, men till slut lyckas de efter en hel natts hård träning.

## Kapitel
- Asuka anländer
- Den objudne
- Asuka anfaller
- Försök igen
- Dissonans
- Får jag lov
- Synkroniserade själar